# Les Enfants du Borinage, lettre à Henri Storck
 (octobre 2020).
Si vous disposez d'ouvrages ou d'articles de référence ou si vous connaissez des sites web de qualité traitant du thème abordé ici, merci de compléter l'article en donnant les références utiles à sa vérifiabilité et en les liant à la section « Notes et références ».
Pour plus de détails, voir Fiche technique et Distribution.
Les Enfants du Borinage, lettre à Henri Storck est un film documentaire belge de 54 minutes de Patric Jean sorti en 1999.

## Synopsis
Sur les traces des grands documentaristes Henri Storck et Joris Ivens, Patric Jean met en parallèle deux époques (1933-1999) et déplore en cette fin de siècle une misère toujours présente…, pire, intolérable aujourd’hui. Sous forme de lettre-vidéo adressée à Henri Storck, sa caméra s’attarde dans les familles, dans les quartiers, auprès des responsables politiques locaux pour illustrer la transmission de la misère intellectuelle et de la pauvreté d'une génération à l'autre. Ce qui étonne, c'est le silence qui entoure les pauvres : à force d’être méprisés, ils se méprisent eux-mêmes. Ils souffrent, en silence, dans une violence de tous les jours.

## Fiche technique
- Titre : Les Enfants du Borinage, lettre à Henri Storck
- Réalisation : Patric Jean
- Scénario : Patric Jean
- Photographie : Guy Maezelle
- Montage : Nathalie Delvoye
- Société de production : RTBF
- Pays :  Belgique
- Genre : Documentaire
- Durée : 54 minutes
- Dates de sortie : 
  -  Belgique : 1999

## Autour du film
Patric Jean a écrit : Je décide de retourner au Borinage, lieu de mon enfance pour écrire une lettre-film à Henri Stork à propos de la misère sociale qui s'est perpétuée jusqu'à mon époque pour présenter son film Les enfants du Borinage, lettre à Henri Storck.
Le film a été diffusé par des télévisions d'une douzaine de pays et a été projeté dans une centaine de festivals provoquant une vive polémique en Belgique,.

## Distinctions
Patric Jean reçoit pour ce documentaire:
- Grand Prix IDFA Amsterdam (NPS Silver Wolf Award)– 12/99[3],[4]
- Prix biennal hennuyer d’aide à la création audiovisuelle – 11/99
- Grand prix de la compétition nationale au Festival International du Film Indépendant à Bruxelles – 11/99
- Prix spécial du jury aux Rencontres thématiques audiovisuelles européennes à Narbonne – 11/99
- Mention spéciale du jury, catégorie professionnelle au festival « Traces de vies » – Vic-le-Comte – 11/99
- Le prix Canvas pour le meilleur film documentaire international au Festival Viewpoint 2000 – Gand – 2000[5]
- Couronné au DokumentART de Neubrandenburg - 10/00[6]

Le film documentaire met en exergue le cynisme et le mépris de certains personnalités politiques qui vont rondement déclarer que la pauvreté n'existe plus en Belgique, et qu'elle a fait place à l'assistanat social, que le borain est de nature plaintif par rapport aux pauvres des pays du tiers monde qui vivent dans une certaine joie de vivre.
Henry Storck a encouragé le réalisateur à travailler sur le projet documentaire et a pu voir l'achèvement de ce dernier. Il a pu d'après le réalisateur constater l'existence d'une misère et violence sociale en Belgique.